# Bulgarisches geheimes revolutionäres Zentralkomitee

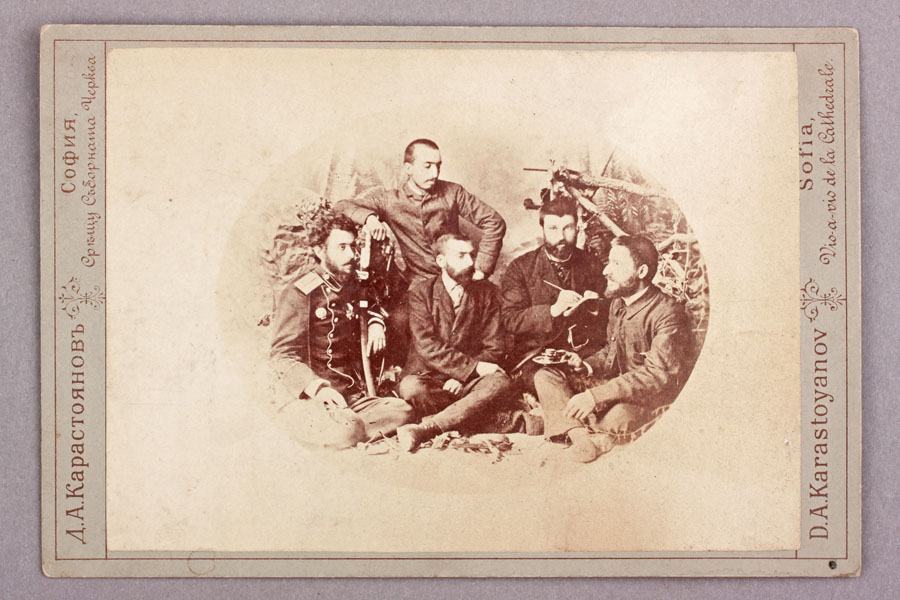
Anführer des BGZRKs: Paniza, Stojanowitsch, Stojanow, Andonow und Rizoff

Das Bulgarische Geheime Revolutionäre Zentralkomitee, kurz BGRZK (bulgarisch Български таен централен революционен комитет, kurz БТЦРК) war eine bulgarische Untergrundorganisation, die am 22. Februar 1885 von Sachari Stojanow, Kosta Paniza, Iwan Andonow, Todor Gatew, Iwan Stojanowitsch, Georgi Stranski in Philippopel (heute Plowdiw), der Hauptstadt der unter osmanisch-türkischer Herrschaft stehende Provinz Ostrumelien (heute Südbulgarien), gegründet wurde.
Durch ihre Aktionen wurde die Vereinigung Bulgariens aus dem Fürstentum Bulgarien und der Provinz Ostrumelien eingeleitet. Als Vorsitzender wurde Sachari Stojanow wegen seiner Erfahrungen bei der Vorbereitung früherer Aufstände gewählt. Die Mitglieder der Organisation wurden Komitadschi (bzw. Komiti) genannt.

## Vorgeschichte
Nach dem blutigen Aprilaufstand von 1876 in Bulgarien brach der Russisch-Türkische Krieg von 1877–1878 aus, der mit einem Sieg Russlands und dem Vorfrieden von San Stefano endete. Die Entscheidungen von San Stefano, einen bulgarischen Staat in den auf der Botschafterkonferenz von Konstantinopel diskutierten Grenzen zu schaffen, wurde jedoch von den Großmächten im Berliner Kongress revidiert. Anstatt eines unabhängigen Bulgariens wurde ein autonomes Fürstentum Bulgarien (heute Nordbulgarien und  die Sofiaebene) geschaffen. Die bulgarische Bevölkerung im ehemaligen Eyâlet Rumelien (Ostrumelien in Trakien und Westrumelien in Makedonien) blieb weiterhin unter Osmanischer Herrschaft, wobei mit der Provinz Ostrumelien (heute Südbulgarien) im nördlichen Teil Thrakiens eine neue und autonome osmanische Provinz geschaffen wurde. Ostrumelien verfügte dabei um lokales Parlament und Ministerien sowie einer Miliz. Auch wenn der Provinzgouverneur nominell vom osmanischen Sultan ernannt wurde, verwaltete sich die Provinz, in der die Bulgaren die Mehrheit stellten selbst.

## Ziele
Laut Iwan Andonow, wurde das Komitee auf Initiative des Wojwoden Spiro Kostow aus Veles gegründet, der darauf bestand, dass Andonow und Sachari Stojanow die revolutionären Aktivitäten zur Befreiung der makedonischen Bulgaren nach der Niederschlagung des Kresna-Raslog-Aufstand (1878) wieder aufnehmen sollten. Am 10. Februar 1885 wurde im Andonows Haus in der ostrumelischen Hauptstadt Plowdiw das Geheimes makedonisches revolutionäres Komitee gegründet. Sachari Stojanow wurde zum Vorsitzender und Todor Gatew zu Kassier gewählt. Weitere Gründungsmitglieder waren Petar Sografski, Toma Karajowow, Spas Turtschew, der Militärstaatsanwalt von Ostrumelien Ganjo Atanasow, der Sekretär des Justizleiers von Ostrumelien Iwan Stojanowitsch und Spiro Kostow.
Das Komitee wurde nach dem Vorbild der Inneren Revolutionären Organisation (IRO) aufgebaut und zielte auf die gleichzeitige Befreiung Makedoniens und Ostrumeliens von der osmanischen Herrschaft und den Zusammenschluss aller bulgarischen Gebiete. Auch die Satzung basierte auf der von Wassil Lewski und Ljuben Karawelow verfassten Satzung der IRO.  Darüber hinaus wurden auch Schüler des Männergymnasium von Plowdiw Kyrill und Method darunter Andrei Ljaptschew, Christo Tatartschew, Angel Semerdschiew, Gjortsche Petrow angeworben. Da man als ersten Schritt die Machtübernahme in der osmanischen Provinz Ostrumelien anstrebte, wurde der Name der Organisation im April 1885 auf Bulgarisches geheimes revolutionäres Zentralkomitee (BGRZK) umbenannt wurde. Die Vorbereitungen für einen Aufstand in Ostrumelien wurden inoffiziell auch vom benachbarten Fürstentum Bulgarien unterstützt. So schlossen sich auch Offiziere der bulgarischen Streitkräfte wie Kosta Paniza und Dimitar Rizoff der BGRZK an sowie Veteranen aus den Serbisch-Osmanischen, Russisch-Osmanischen Krieg (1877–1878) und den Kresna-Raslog-Aufstand.

## Vorbereitung und Durchführung der Vereinigung
Als Starttermin für den Aufstand legte das BGRZK den 6. September 1885 fest. Für diesen Zweck wurden in den meisten Städten der Provinz revolutionäre Komitees aufgebaut und Offiziere der Provinzmiliz als Mitglieder gewonnen. Im Sommer 1885 wurde ein Munitionslager der ostrumelische Miliz in Tschirpan überfallen. Die Waffen sollten für die Bewaffnung der Tschetas (paramilitärische Einheiten) der Organisation in Makedonien dienen. Nachdem der Überfall durch die ostrumelische Regierung aufgeklärt wurde, wurden die Mitglieder der Organisation verfolgt und verurteilt.